# Deutsche Turnmeisterschaften 1951

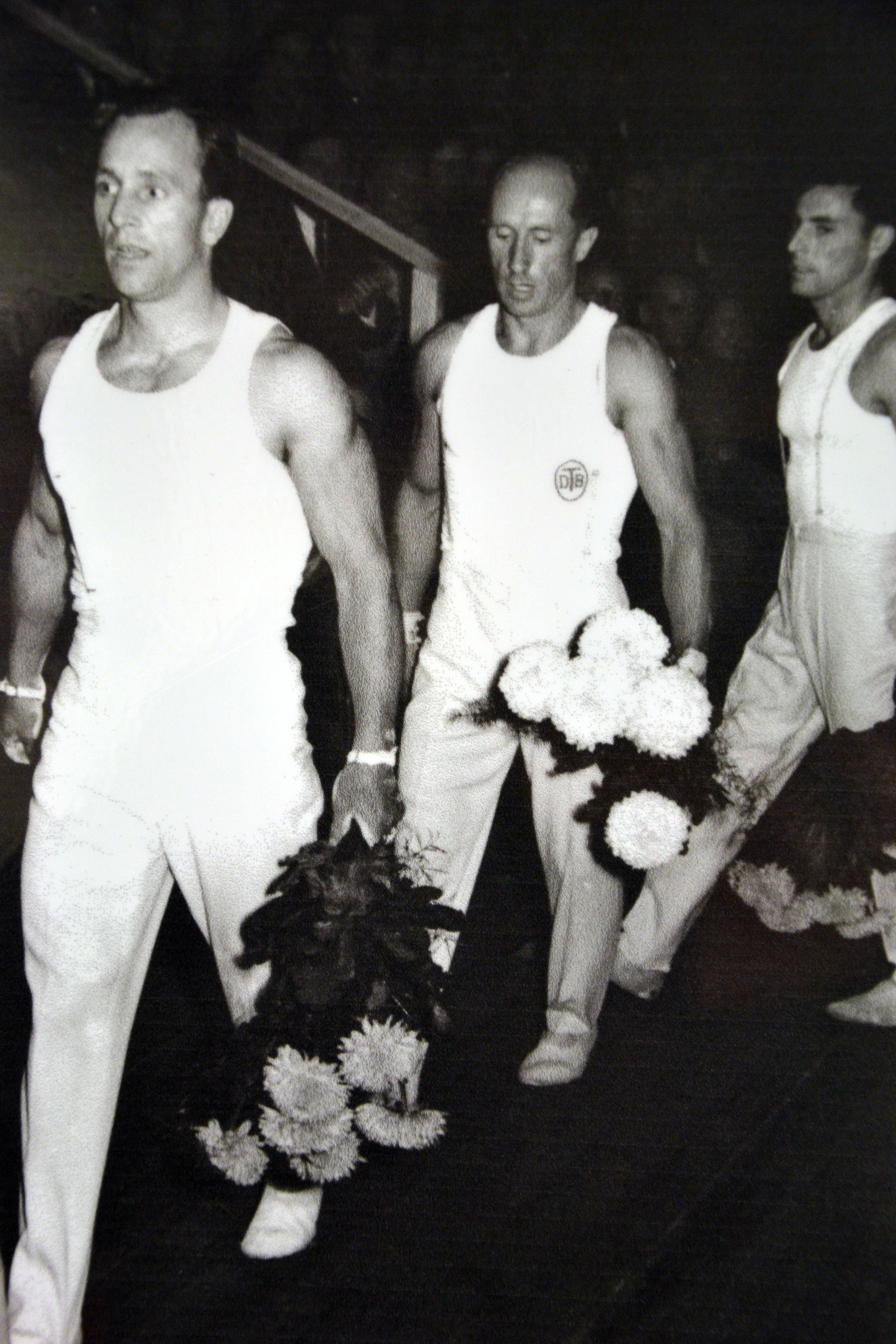
Der deutsche Meister des Jahres 1951 Jakob Kiefer ganz rechts

Die Deutschen Turnmeisterschaften 1951 wurden am 22. April 1951 in der Bochumer Werkhalle ausgetragen.

## Verlauf
Die Meisterschaften fanden vor 12.000 Zuschauern in der ausverkauften Halle statt.
Deutscher Meister im olympischen Zwölfkampf wurde Jakob Kiefer vom MTV Bad Kreuznach.
Einzelmeister wurden:
Seitpferd – Jakob Kiefer 19,7 P.
Pferdsprung – Erich Wied (Münster) 19,85 P.
Barren – Theo Wied (Münster) 19,6 P.
Ringe – Helmut Bantz (Langerfeld) 19,7 P.
Bodenturnen – Helmut Bantz (Langerdfeld) 19,6 P.
Reck – Adalbert Dickhut (Köln) 19, 85 P.

## Olympischer Zwölfkampf
| Platz | Name             | Herkunftsort  | Gesamtpunktzahl |
| ----- | ---------------- | ------------- | --------------- |
| 1     | Jakob Kiefer     | Bad Kreuznach | 116,4           |
| 2     | Helmut Bantz     | Langerfeld    | 115,85          |
| 3     | Theo Wied        | Münster       | 115,5           |
| 4     | Rudolf Gauch     | Kiel          | 113,45          |
| 5     | Adalbert Dickhut | Köln          | 112,9           |
| 6     | Karl Nieling     | Düsseldorf    | 112,15          |
| 7     | Innozenz Stangl  | München       | 111,95          |
| 8     | Erich Wied       | Münster       | 111,5           |
| 9     | Friedel Overwien | Essen         | 110,5           |
| 10    | Erich Schnepf    |               | 109,9           |